# Entolladura

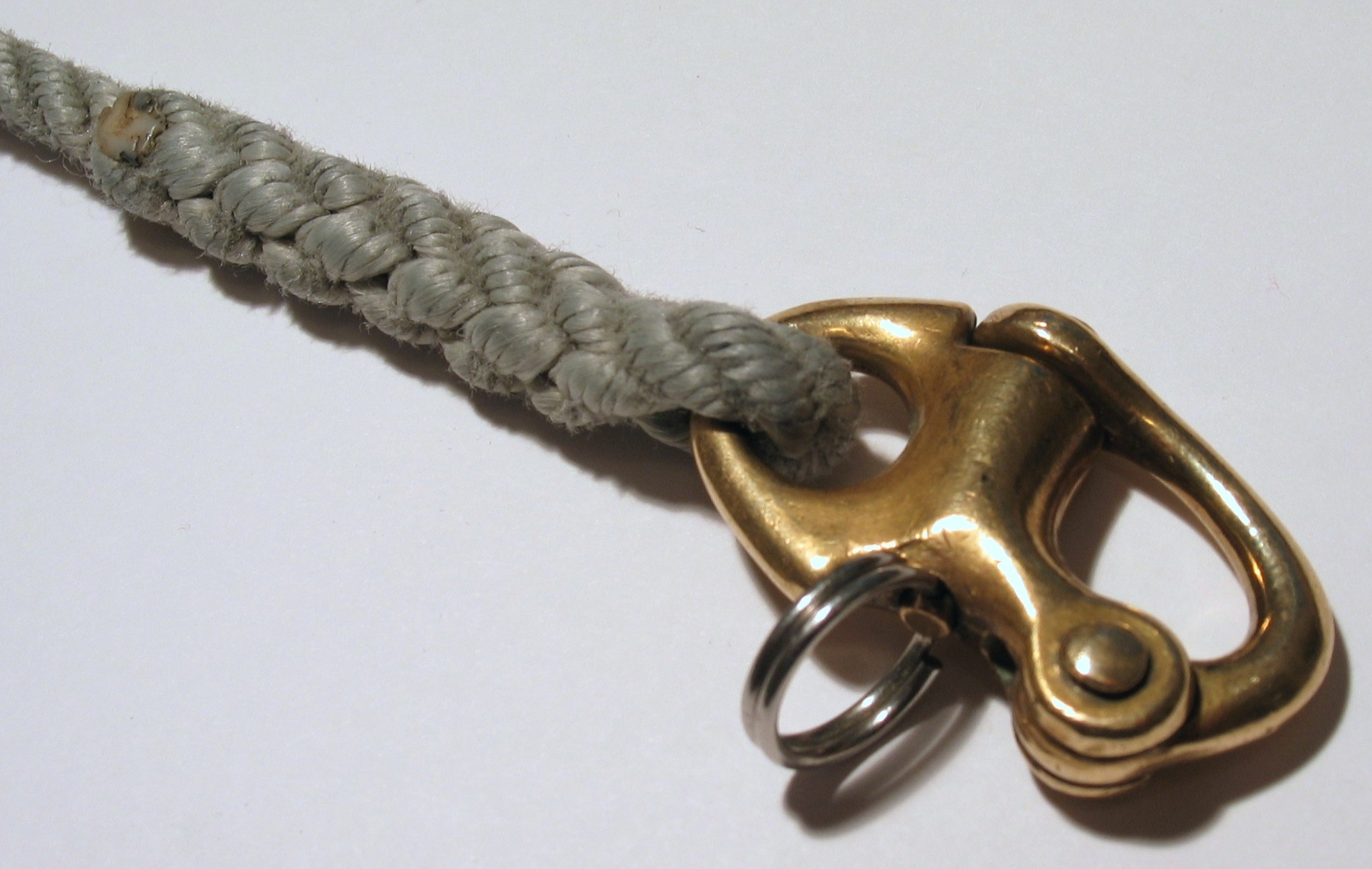
Baga empeçolada a un mosquetó nàutic.

Una entolladura, empuguera, empalmament o empeçolat és una unió entre dos caps de corda (o un cap de corda i la mateixa corda) formada destrenant (o afluixant) els cordons de les parts a unir i tornant-los a trenar conjuntament. El resultat és una unió semi-permanent (destinada a ser permanent, però que pot desfer-se si cal) de resistència comparable o major que la de la corda o cordes originals.
Les entolladures tradicionals es practicaven sobre cordes tradicionals fetes de fibres naturals (cànem, abacà, sisal, espart…). Les cordes fabricades a partir de fibres sintètiques sovint exigeixen entolladures diferents, pel fet d'estar trenades amb patrons diferents.

## Avantatges
Una corda concreta sotmesa a tracció té una certa resistència i una determinada capacitat d'allargament (i de resistir esforços sobtats). Malauradament, moltes de les aplicacions reals exigeixen fer nusos. Els nusos esdevenen la part més feble del conjunt, rebaixant la resistència original de la corda. Hi ha diversos estudis i assaigs sobre el tema. Una estimació pràctica és que un nus rebaixa la resistència de la corda a la meitat.
Les entolladures permeten, en alguns casos, prescindir del nusos i millorar la resistència de la unió. Un altre avantatge és l'embalum d'una unió empeçolada, significativament més petit que el volum d'una unió nuada. Si la corda ha de passar per una politja, la part entollada (encara que més gruixuda que la resta) pot adaptar-se a la canal de la politja (gairebé sempre).

## Aplicacions

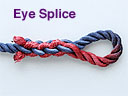
Baga lliure formada per entolladura del cap de la mateixa corda

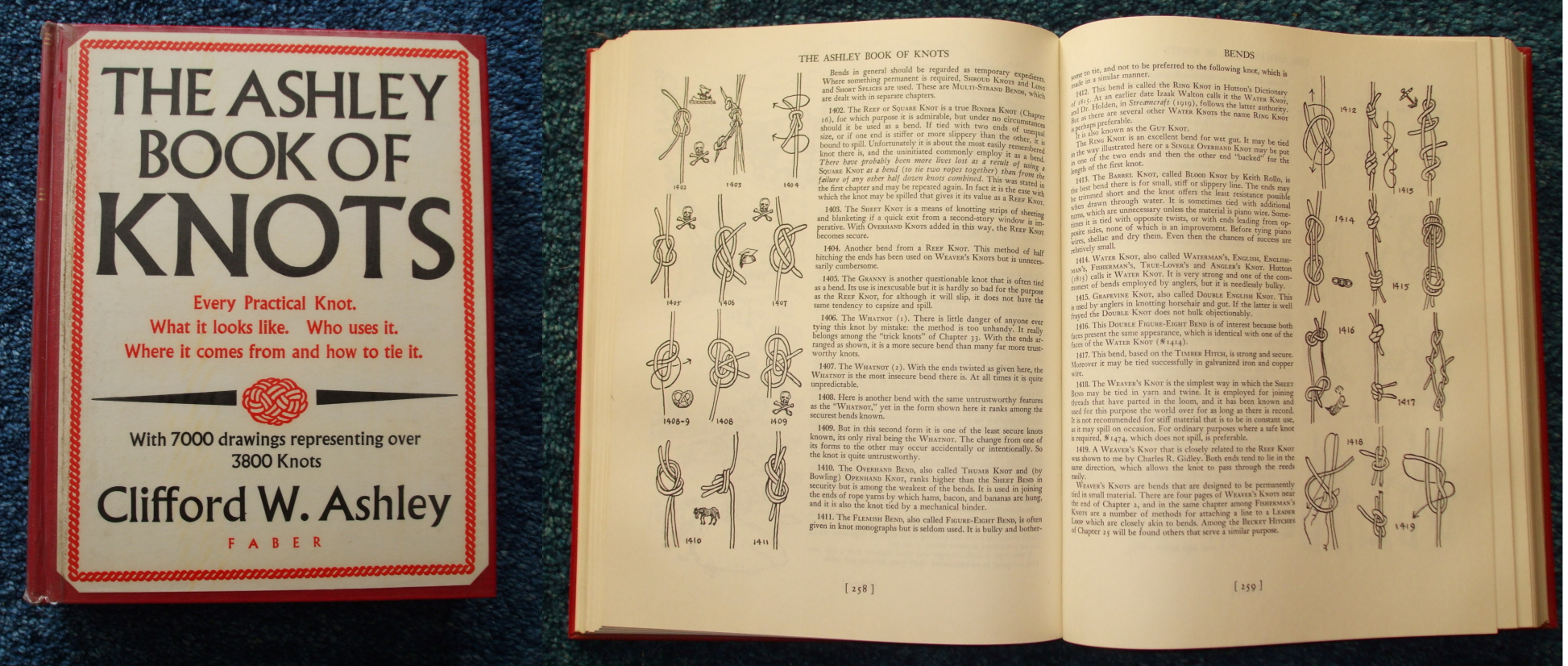
The Ashley Book of Knots. Llibre de nusos de 1944 que mostra 242 entolladures diferents.

Només en el cordam dels vaixells les entolladures tenien dotzenes d'aplicacions. Hi ha alguns manuals que recullen diversos usos del recurs esmentat.
- Baga[9] lliure
  - En una corda, una baga consisteix en l'ull o anella que forma un dels caps quan es torça i tanca sobre la mateixa corda formant una unió permanent. En vela lleugera i altres aplicacions, una baga es pot fer doblegant el cap formant un anell i afermant la unió amb fil d'empalomar (o similar), embolicant l'extrem i la corda, mitjançant un nus o cosidura adequades. Aquesta baga “empalomada” és senzilla, ràpida de fer, econòmica i molt resistent. L'embalum i l'estètica són acceptables. Una baga entollada necessita l'ofici d'una persona experta i requereix un temps d'execució molt més llarg. L'embalum és menor i l'estètica millor. Una baga entollada o empeçolada presenta l'aspecte de peça ben acabada. En una baga lliure, l'ull és buit i apte per a les funcions que calgui: fer passar una altra corda, passar-hi un ganxo, passar l'altre cap de la corda formant un llaç escorredor…
- Baga presonera
  - En una baga presonera, el cap de la corda es passa per una anella, un mosquetó o el forat d'algun dispositiu, abans d'efectuar l'entolladura.
- Empalmament curt
  - Un empalmament o empeçolat curt és la unió de dues cordes (de dos caps de corda), destorçant els cordons de cada cap i tornant-los a torçar un cop intercalats. En una entolladura curta s'intercalen tots els cordons a la vegada, deixant una unió relativament curta.
- Empalmament llarg
  - En un empalmament llarg de dues cordes de tres cordons, els caps d'ambdues cordes es retallen a llargàries diferents i s'intercalen per separat. El resultat és una entolladura més llarga i menys gruixuda. En cordes de més cordons, el procediment és similar.
- Protecció d'un cap de corda
  - El cap d'una corda tradicional, si no es protegeix d'alguna manera, es va destorçant i esfilagarsant. Una protecció típica era (i és) cosir el cap amb un nus format embolicant el cap amb fil d'empalomar. La protecció entollada es basa en destorçar els extrems dels cordons i tornar-los a introduir a la corda, formant una unió ferma i deixant el cap més resistent i menys propens a esfilagarsar-se.

## Eines
Les eines tradicionals d'entollar són molt senzilles. Bàsicament es redueixen a les següents:
- punxó d'entollar (normal)
- punxó d'entollar amb concavitat (anomenat suec)
- fil d'empalomar o equivalent
- agulles de veler
- palmell de cosir de veler

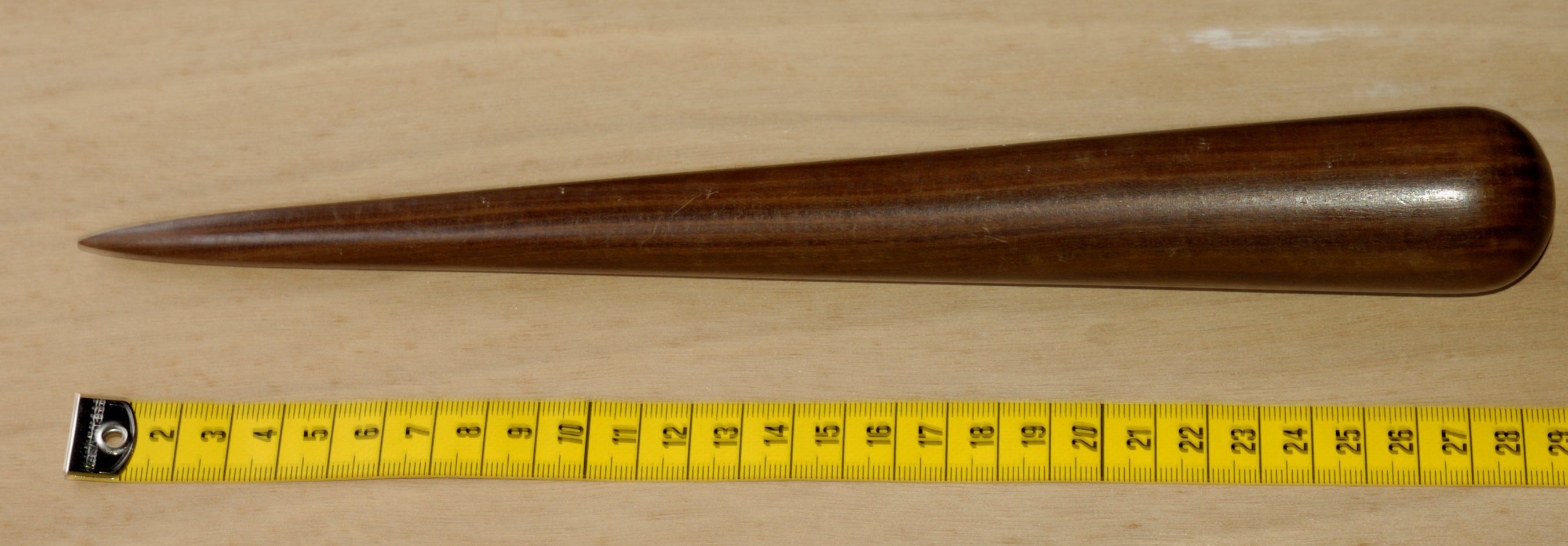
Punxó o passador massís de fusta
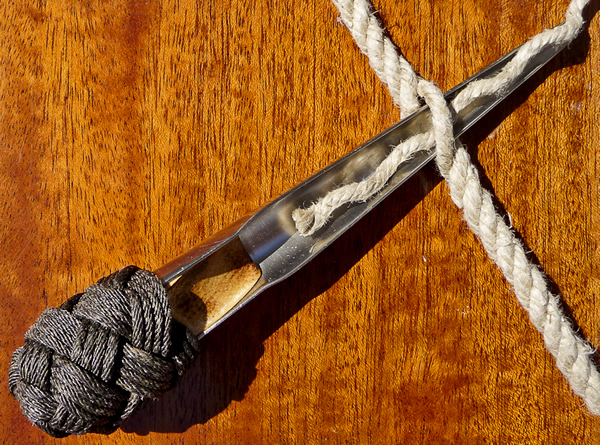
Punxó suec. A més d'afluixar els cordons permet passar un altre cordó sense treure l'eina
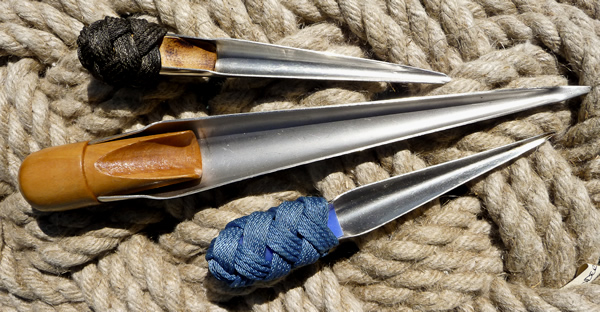
Punxons suecs

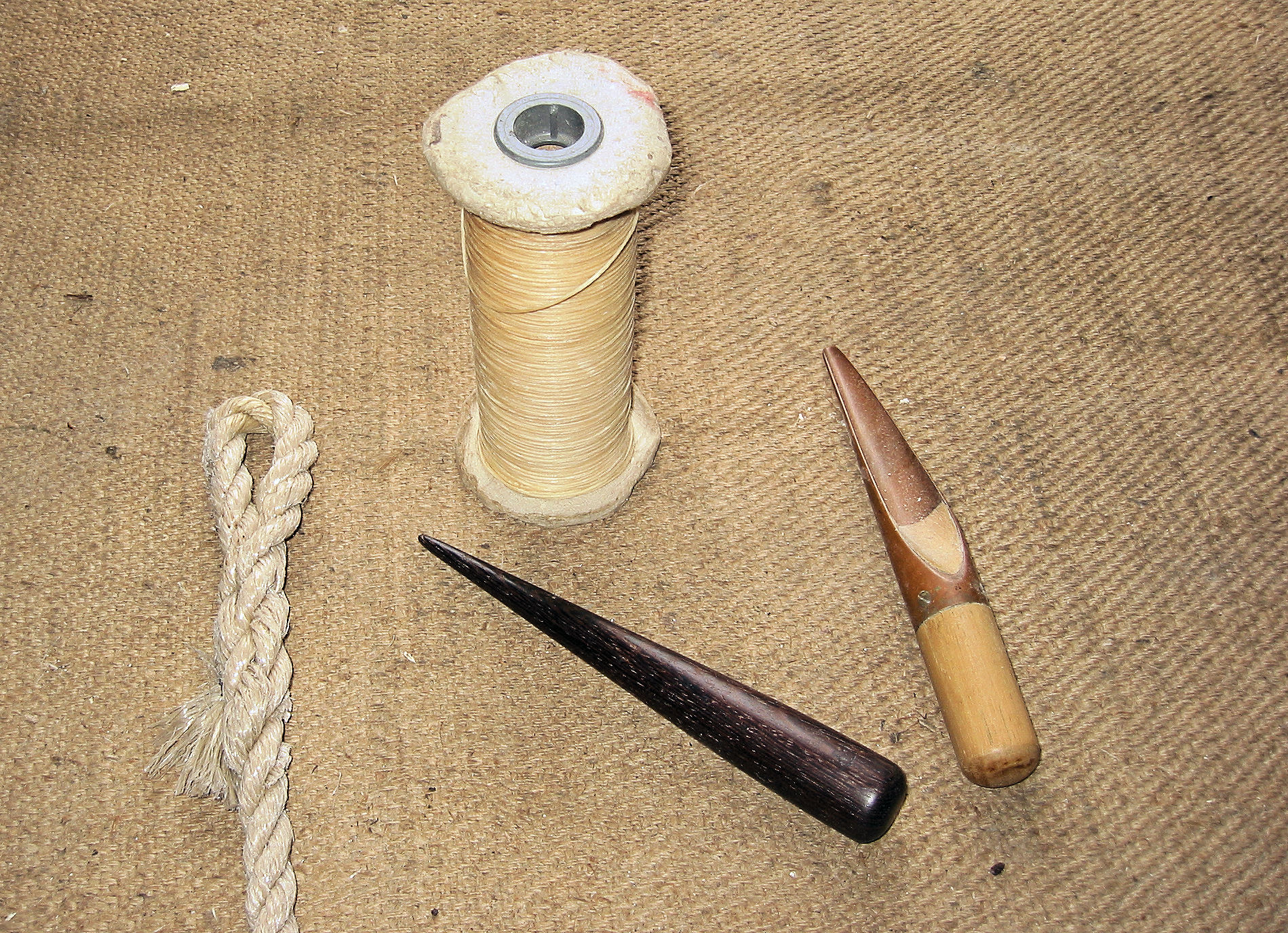
D'esquerra a dreta: baga lliure empeçolada, cabdell de fil d'empalomar, punxó tradicional, punxó suec
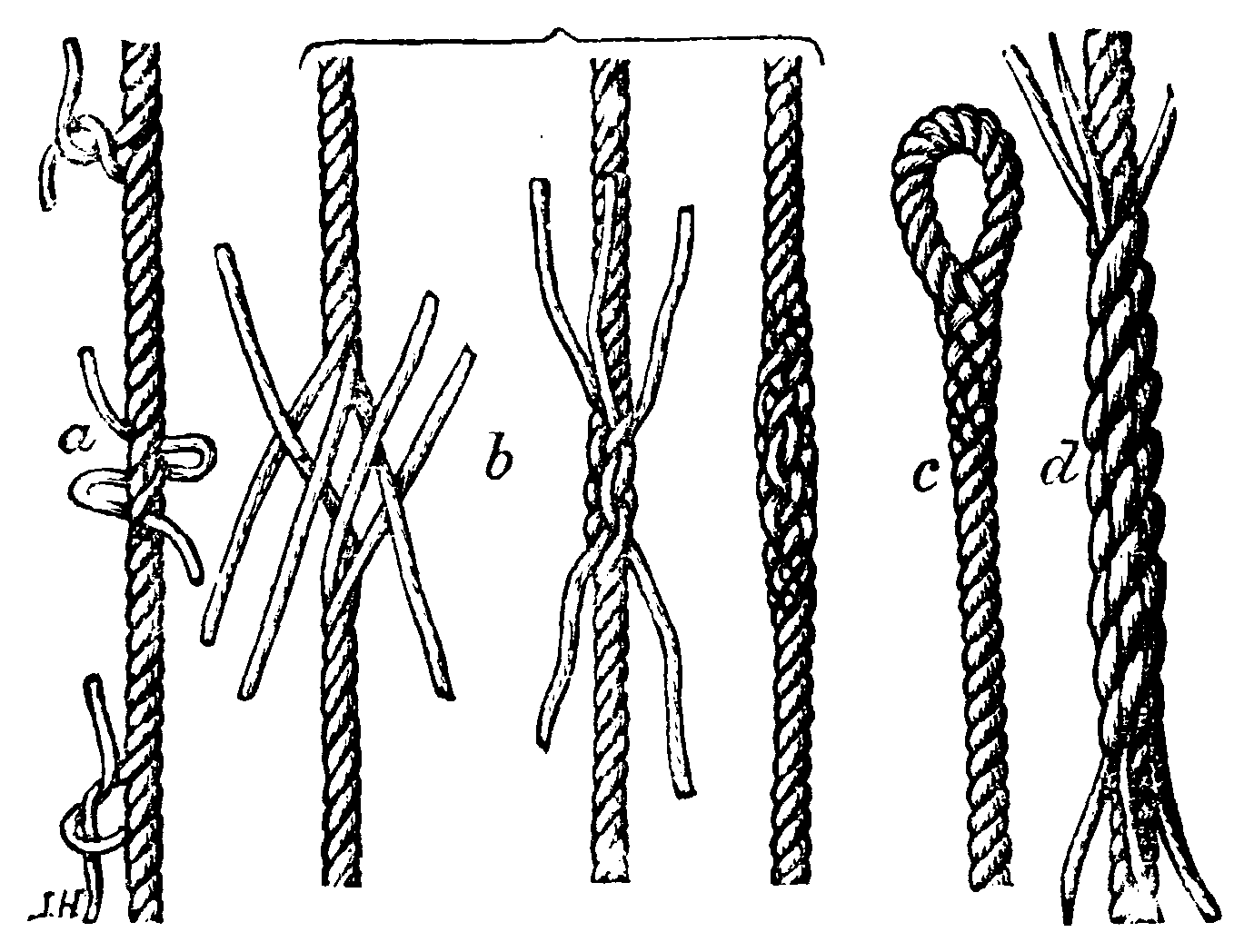
D'esquerra a dreta: entolladura llarga(de dos caps de corda), entolladura curta progressiva, baga, entolladura curta
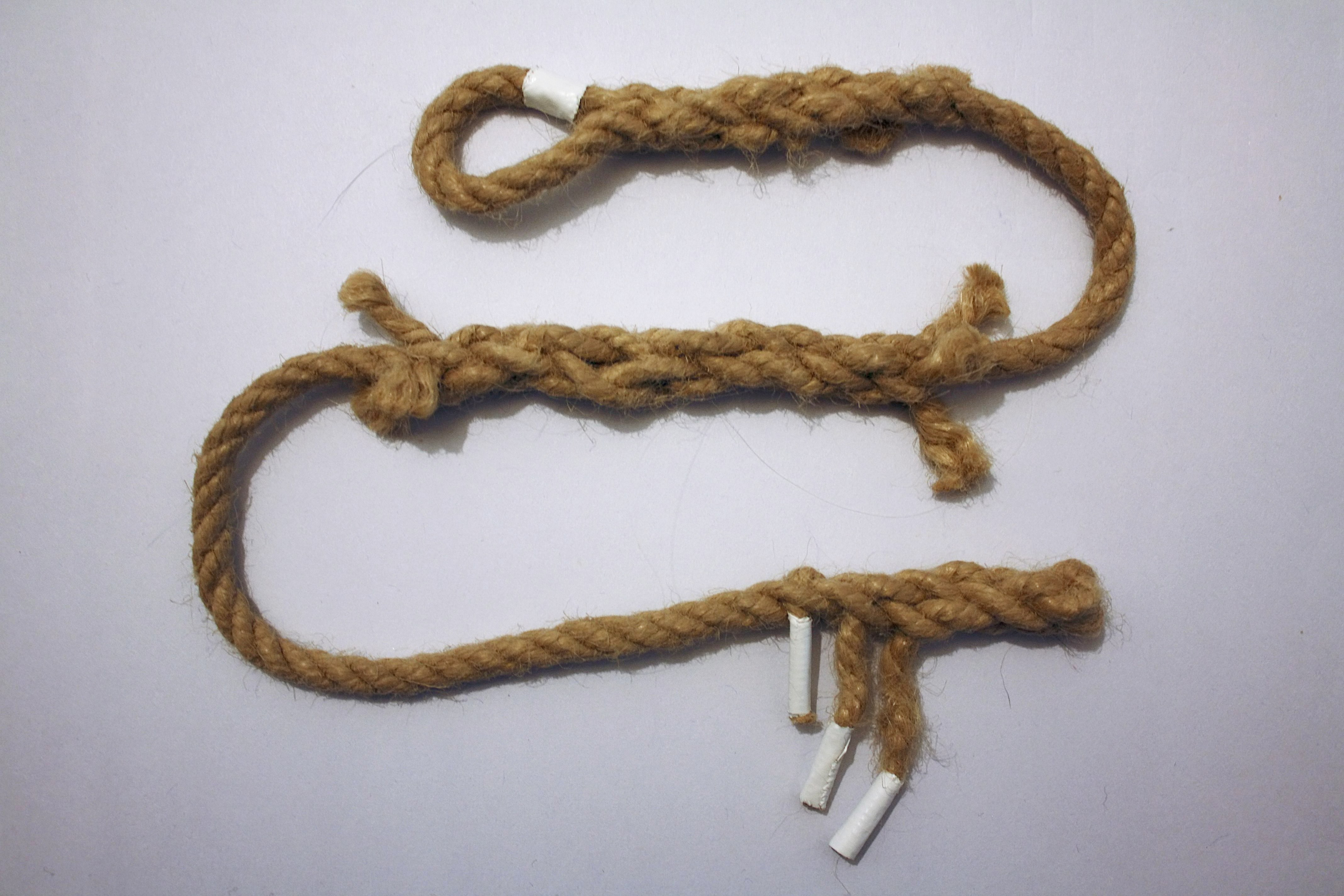
De dalt a baix: baga, empeçolat curt, cap empeçolat

## Cordam modern

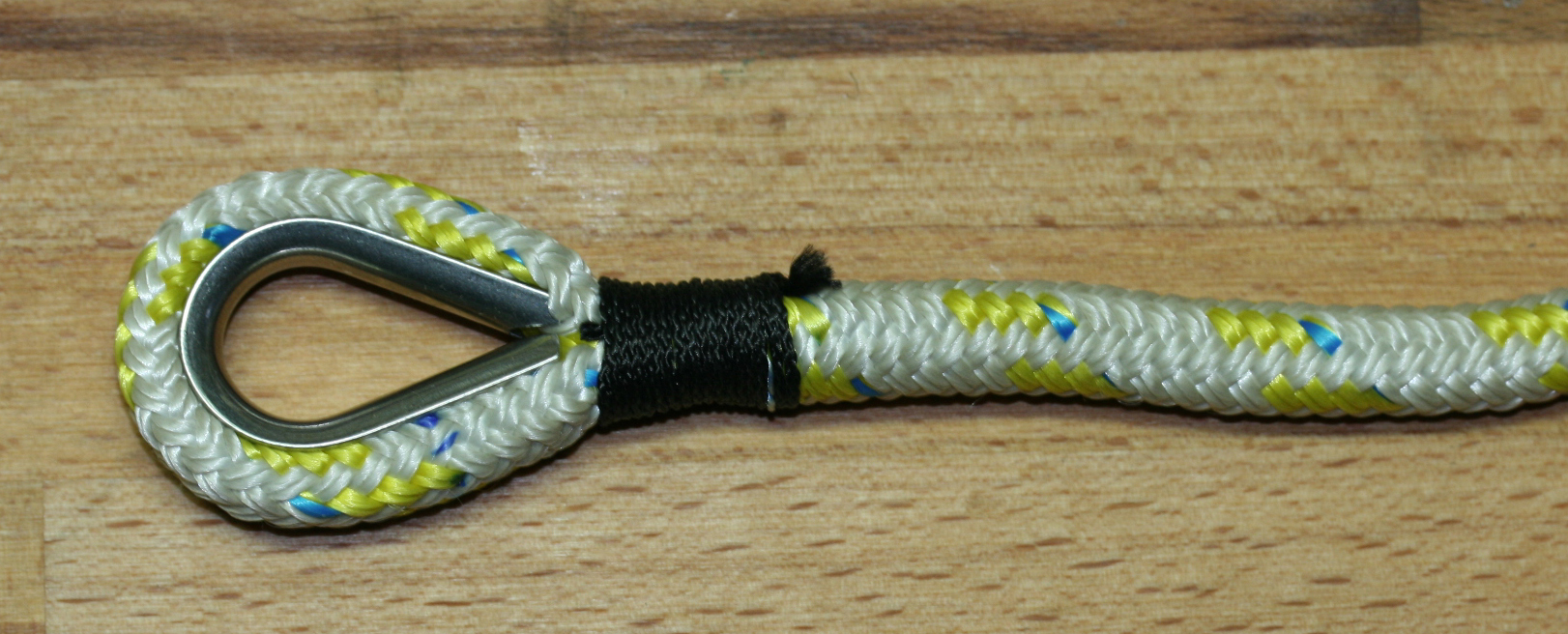
Baga amb protector metàl·lic (guardacap). Entollada i empalomada.

Les cordes tradicionals fetes amb fibres naturals eren torçades amb tres torsions: amb les fibres es feien fils torçats; amb els fils, cordons torçats; amb els cordons, cordes torçades. Hi ha molts manuals que tracten de les entolladures de les cordes tradicionals.
A partir de les fibres sintètiques començaren a fabricar-se (en quantitats importants) les cordes trenades o fetes amb altres sistemes. Aquelles noves cordes exigiren nous procediments d'entolladura que estan explicats en diverses obres.

## Lligades amb fil d'empalomar
Les lligades amb fil d'empalomar o fil equivalent poden complementar algunes entolladures. En certs casos una lligada pot substituir una entolladura.

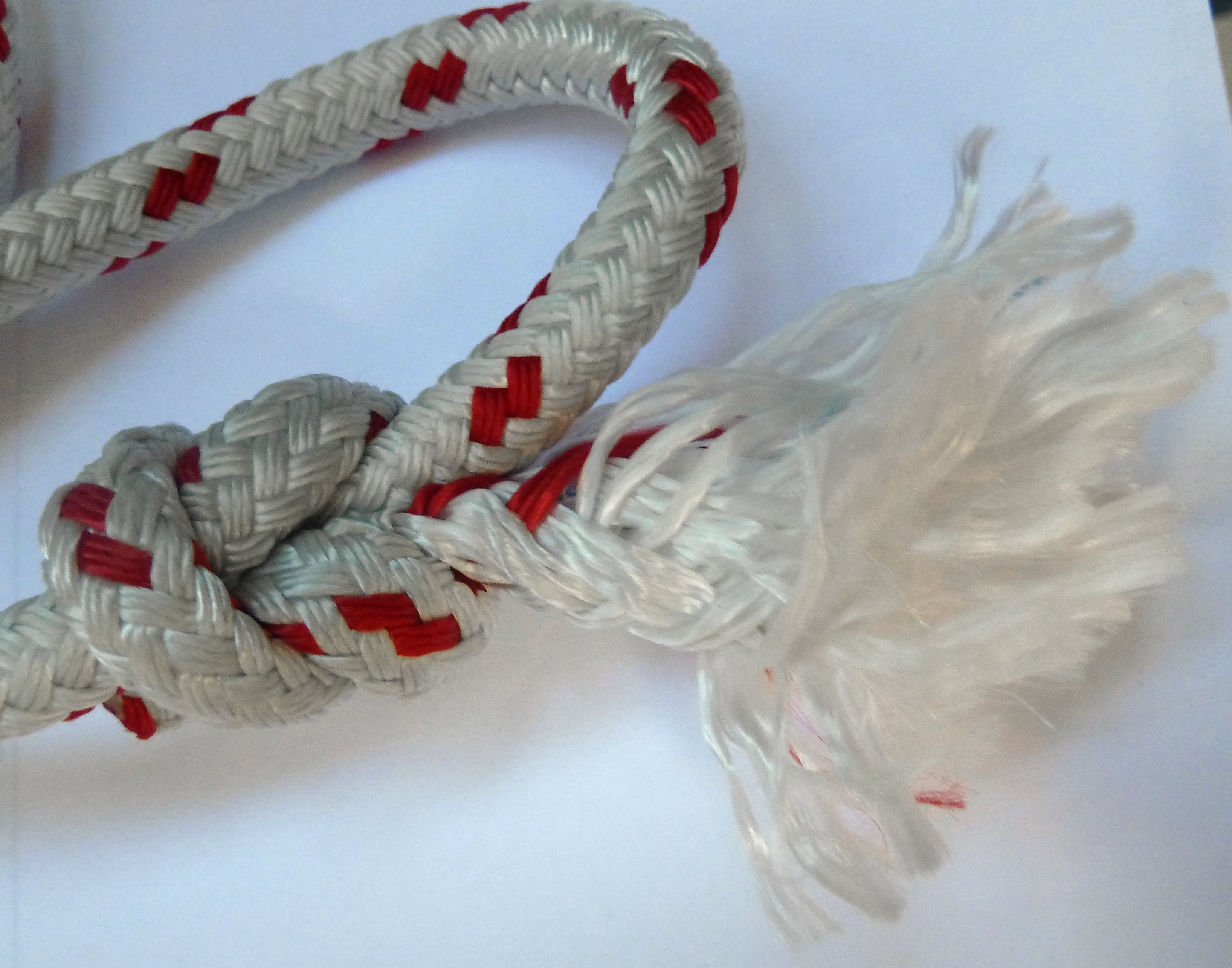
Corda sintètica trenada, amb un nus i el cap -sense protecció- esfilagarsat.
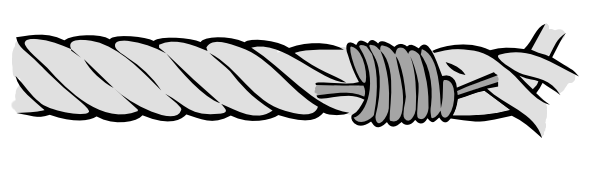
Lligada protectora simple, amb fil d'empalomar. De fet és un nus superposat al cap de corda.
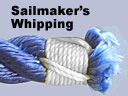
Lligada de veler en un cap de corda torçada i tallada
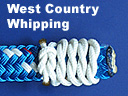
Lligada de l'oest en un cap de corda sintètica trenada. Cap tallat en calent.
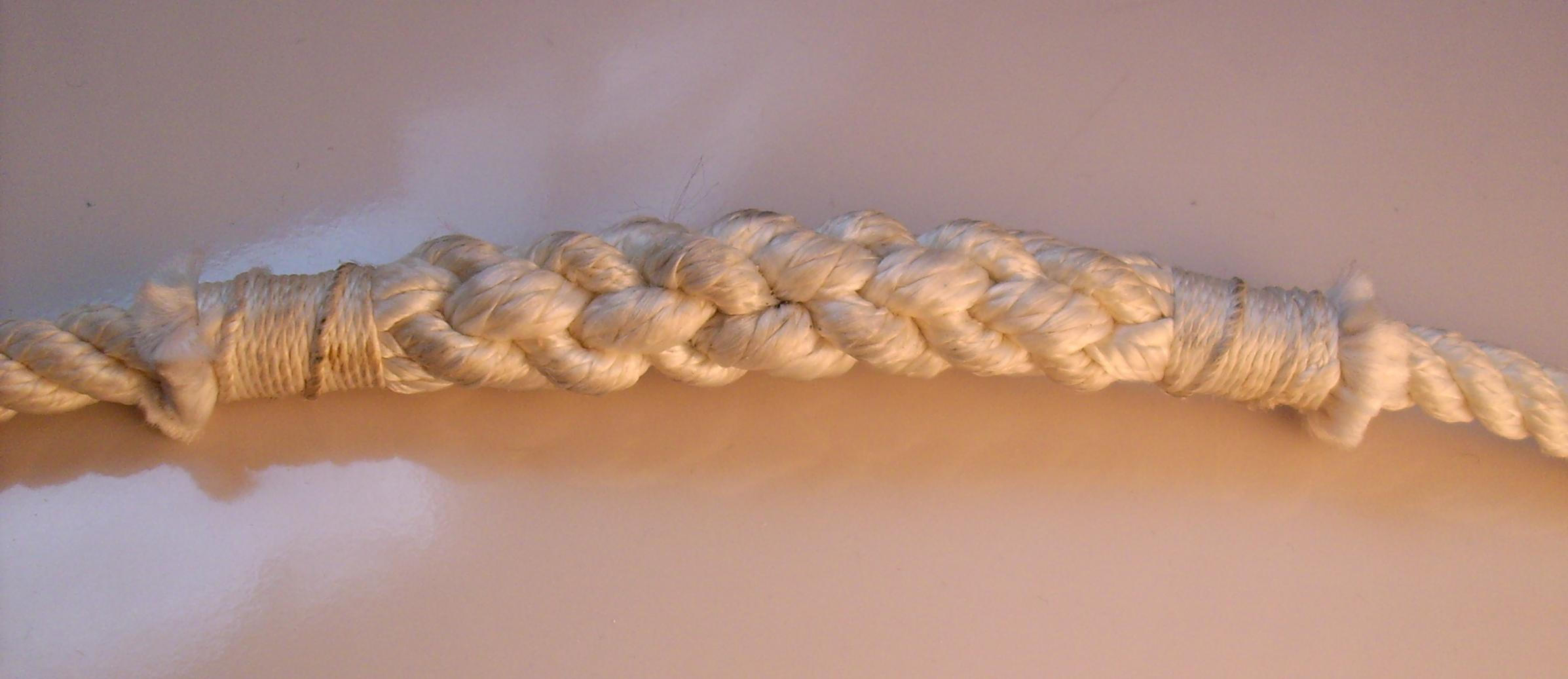
Entolladura curta amb els extrems empalomats

## Cables

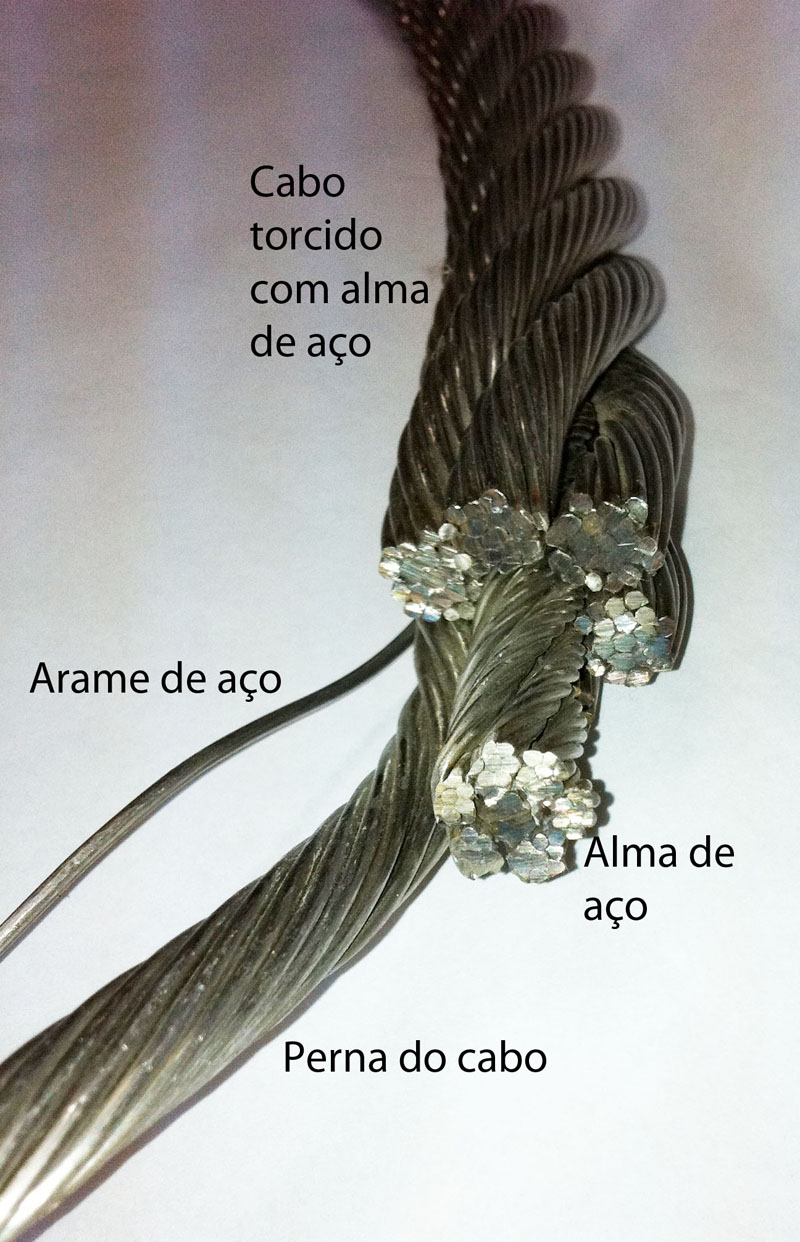
Cable d'acer tallat mostrant el trenat.

Els cables metàl·lics de tracció tenen una estructura molt semblant a la de les cordes torçades i, en alguns casos, poden unir-se mitjançant una entolladura.

### Cables d'àncora
En els vaixells antics les àncores empraven un sistema de tracció format per un tram de cadena i una gúmena (corda de mena grossa). La llargària disponible estava limitada pel pes i el volum. Aquest fet limitava la fondària màxima de calat de les àncores i la seguretat dels vaixells que havien emprar aquest recurs. A partir del segle divuit, la fabricació de cables d'acer va permetre un augment considerable de la llargària dels cables de fondeig. Cada vaixell podia portar uns quants cables i afegir-los al sistema principal de l'àncora segons la necessitat. La llargària dels cables era de l'ordre de 200 metres. Les unions es feien amb entolladures (“ayustes” en castellà). Hi ha molts documents que parlen d'aquesta pràctica.